# Lila (Hinduismus)

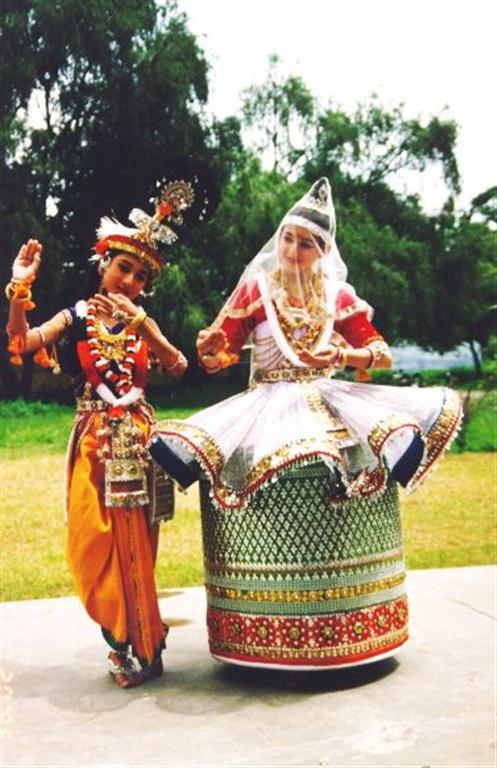
Aufführung von ras lila als Manipuri-Tanztheater

Lila (Sanskrit: लीला Līlā [ˈliːlɑː] „Spiel, Belustigung“) ist ein Begriff aus dem Hinduismus, der ein theologisches Konzept beschreibt. Lila bezeichnet das göttliche Spiel, in dem die Gottheit die Schöpfung als Spiel ansieht und dadurch radikale Freiheit und Spontaneität zeigt. Der Begriff stammt aus dem Brahmasutra (2.1.33). Später wurde nicht nur die göttliche Kreativität als Lila angesehen, sondern auch andere Erscheinungen wie Shivas kosmischer Tanz und Kalis Wildheit. Im Vishnuismus wird das göttliche Spiel Vishnus auf seine Avatare wie Rama und Krishna bezogen, die in der Welt erscheinen, jedoch folgt dieses dem Dharma. Das Bhagavatapurana beispielsweise beschreibt, dass glückseliges Spiel und moralische Absichten und Zwecke auch in Krishnas spitzbübischem Verhalten erscheinen.
In den populären Theaterformen ras lila und Ram lila wird das göttliche Spiel Krishnas und Ramas dargestellt.
In der hinduistischen Religion gibt es Meditationsformen, in denen der Meditierende sich andauernd auf das göttliche Spiel konzentriert, um nicht nur Lila zu erfassen, sondern auch, um Teil der Gefolgschaft der Gottheit zu werden.
Lila wird im religiösen Sinne auch als gemeinsames Spiel der Gottheit und der Menschen betrachtet, in der sich die göttliche Glückseligkeit und Gnade zeigt, für einen Moment oder bis in die Ewigkeit.
Im Zusammenhang mit Lila bezeichnet Maya den Zustand der Täuschung, in dem man sich befindet, so lange man die Illusion des magischen Spiels für die Realität hält und nicht erkennt, dass all den Formen unserer vielfältigen Erscheinungswelt eigentlich eine Einheit (Brahman) zugrunde liegt.

## Tempelspiele
In den Hofflächen vieler älterer hinduistischer Tempel (mandira) finden sich in die Bodenplatten eingeritzte Spielfelder (pachisi u. a.). Diese wurden in früheren Zeiten von den Brahmanen zur Unterhaltung und um Zeit totzuschlagen bespielt, wobei durchaus ein Zusammenhang mit einer Nachahmung des göttlichen Lila bestehen kann.